# Supercoppa d'Europa 1994-1995 (hockey su pista)
La Supercoppa d'Europa 1994-1995 è stata la 15ª edizione dell'omonima competizione europea di hockey su pista. Alla manifestazione hanno partecipato gli spagnoli dell'Igualada, vincitore della Coppa dei Campioni 1993-1994, e gli italiani dell'Amatori Lodi, vincitore della Coppa delle Coppe 1993-1994.
A conquistare il trofeo è stato l'Igualada al secondo successo nella sua storia.

## Squadre partecipanti
| Club         | Qualificazione                     | Partecipazioni precedenti (il grassetto indica la vittoria) |
| ------------ | ---------------------------------- | ----------------------------------------------------------- |
| Igualada     | Detentore della Coppa dei Campioni | 1993-1994                                                   |
| Amatori Lodi | Detentore della Coppa delle Coppe  | Esordiente                                                  |

## Risultati
| Squadra 1    | Totale | Squadra 2 | Andata | Ritorno |
| ------------ | ------ | --------- | ------ | ------- |
| Amatori Lodi | 1 - 6  | Igualada  | 1 – 1  | 0 – 5   |

| Lodi 28 marzo 1995 Finale di andata | Amatori Lodi | 1 – 1 | Igualada | PalaCastellotti |

| Igualada 2 aprile 1995 Finale di ritorno | Igualada | 5 – 0 | Amatori Lodi | Poliesportiu Les Comes |